# Augusto Pedrazza
Augusto Pedrazza (né le 1er février 1923 à Milan et mort en décembre 1994 dans cette même ville) est un dessinateur italien de bande dessinée.

## Biographie
Augusto Pedrazza a commencé sa carrière en 1943. Ses premières créations sont Jean Bolide et La Dama di Picche. Il travaille avec Roberto Renzi sur Akim & Fulgor.

## Publications
- 1948 : il a commencé à travailler pour l'éditeur Marino Tomasina avec qui il a créé Pierino Atom (Pierino en France)
- 1949 : Kid Meteora, Scugnizzo
- 1950 : Piccolo Corsaro, Akim, Birba, Il Principe Nero
- 1951 : Lazo Jim
- 1952 : Fulgor qui paraîtra en France dans Apaches.
- 1953 : Virgola
- 1954 : Tabor, Tony Comet
- 1957 : Dinamite Kid
- 1958 : Guingla Bill

On retrouve la majorité de ces séries publiées en France en petit format le plus souvent chez Mon journal.
Il est également le créateur pour les éditions Lug d'un autre clone de Tarzan : Zembla, qu'il délaisse au bout de quelques numéros faute de temps. 